# Krzyżówka białooka
Krzyżówka białooka (Anas laysanensis) – gatunek średniej wielkości ptaka z rodziny kaczkowatych (Anatidae). Endemiczna dla Wysp Hawajskich krzyżówka białooka występowała w przeszłości na całym archipelagu, obecnie żyje tylko na trzech niewielkich, odosobnionych atolach: Laysan (populacja pierwotna), Midway i Kure (reintrodukowana). Jest uznawana za gatunek krytycznie zagrożony wyginięciem.

## Systematyka
Gatunek został opisany naukowo przez Waltera Rothschilda w 1892 roku. Epitet gatunkowy odnosi się do wyspy Laysan w łańcuchu Północno-Zachodnich Wysp Hawajskich. W literaturze polskiej gatunek znany jest pod nazwą: krzyżówka białooka.
Należy do kaczek właściwych, do tego samego kladu co krzyżówka (Anas platyrhynchos), lecz wyróżnia się pod względem behawioralnym i genetycznym. Dawniej sądzono, że krzyżówka białooka i krzyżówka hawajska (A. wyvilliana, haw. koloa) pochodzą od migrujących kontynentalnych krzyżówek, które trafiły na archipelag Hawajów, ale badania genetyczne wskazują, że pierwszy gatunek jest dużo dalej spokrewniony z krzyżówką niż krzyżówka hawajska. Analizy filogenetyczne oparte na badaniach DNA mitochondrialnego wskazują, że krzyżówki białookie i krzyżówki wywodzą się od wspólnych przodków, pochodzących z regionu Azji Wschodniej i wysp Pacyfiku. Natomiast analizy DNA jądrowego sugerują, że krzyżówka hawajska wywodzi się od mieszańców krzyżówki i krzyżówki białookiej.

## Charakterystyka
Krzyżówka białooka jest ptakiem wielkości europejskiej cyraneczki, długość ciała wynosi od 38 do 43 cm. Pozostałe wymiary: długość skrzydła ♂ 203,7 ± 10,9 mm, ♀ 192,3 ± 6,3 mm, długość ogona ♂ 74,5 ± 4,1 mm, ♀ 76,7 ± 5,9 mm, długość widocznej górnej krawędzi dzioba (culmen) ♂ 39,4 ± 1,4 mm, ♀ 37,1 ± 2,0 mm, długość skoku ♂ 37,2 ± 1,4 mm, ♀ 35,5 ± 0,9 mm. Upierzenie u obu płci jest ciemnobrązowe, pióra są w dwóch kontrastujących odcieniach brązu; charakterystyczna dla tego gatunku jest wyraźna biała obwódka dookoła oka. Dziób jest krótki, płaski, u samców zielononiebieski, a u samic pomarańczowy; u obu płci występują na nim czarne plamy o różnorodnym kształcie i wielkości. Nogi i płetwy są pomarańczowe, u samców zwykle kolor jest intensywniejszy. U niektórych samców pióra głowy i szyi słabo opalizują, a środkowe sterówki są lekko zawinięte ku górze. Obie płcie mają na skrzydle opalizujące lusterko, zielononiebieskie do purpurowego. Pisklęta są mniejsze niż pisklęta krzyżówki, mają żółto-brązowe upierzenie bez białej obwódki wokół oka, za to przeważnie z ciemniejszym paskiem przebiegającym przez oko. U starszych osobników, szczególnie powyżej 3 lat oraz trzymanych w niewoli, często bieleją pióra głowy i szyi (leucyzm).
Pierzenie odbywa się latem i jest całkowite. Pierząca się kaczka traci lotki i zdolność latania aż do wyrośnięcia nowych piór. Masa ciała dorosłej kaczki to 348–548 g; latem samce są cięższe od samic, ale w odróżnieniu od kontynentalnych krzyżówek, na wiosnę trend się odwraca: samice są zwykle cięższe od samców.

## Występowanie

### Zasięg
Krzyżówka białooka jest hawajskim endemitem. Obecnie zamieszkuje jedynie trzy niewielkie, odosobnione atole w łańcuchu Północno-Zachodnich Wysp Hawajskich: Laysan, gdzie przetrwała pierwotna populacja, oraz Midway i Kure, na które ptaki zostały reintrodukowane. Znalezione kości świadczą, że w przeszłości zamieszkiwały one także główne wyspy Molokaʻi, Oʻahu, Kauaʻi, Maui i Hawaiʻi. W XIX wieku były jeszcze obserwowane na małej Wyspie Lisianskiego w archipelagu Północno-Zachodnich Wysp Hawajskich, jednak przed 1891 rokiem zniknęły także z niej. Chociaż krzyżówki białookie zachowały zdolność latania, to nie migrują i nie powróciły na dawniej zasiedlone wyspy.

### Środowisko
Laysan jest płaską, piaszczystą wyspą koralową o maksymalnej wysokości bezwzględnej 12 m n.p.m. Jej centrum zajmuje jezioro hiperhalinowe (zasolenie 12–15%), w którym żyją skorupiaki z rodzaju Artemia, larwy muchówek i glony. Roślinność wyspy jest w dużej mierze endemiczna, w koncentrycznych pasach wokół jeziora rośnie sześć zespołów roślinnych, które tworzą rośliny zielne i krzewy, dające kaczkom schronienie w ciągu dnia. Na wyspie gnieżdżą się licznie ptaki morskie.
Na głównych wyspach Hawajów szczątki subfosylne krzyżówek białookich były znajdowane od poziomu morza po miejsca dawniej porośnięte lasem, na wysokości do 1800 m n.p.m., co wskazuje na zdolności adaptacyjne gatunku i sugeruje, że wyspa Laysan prawdopodobnie nie reprezentuje optymalnego środowiska dla tych kaczek.

## Pożywienie

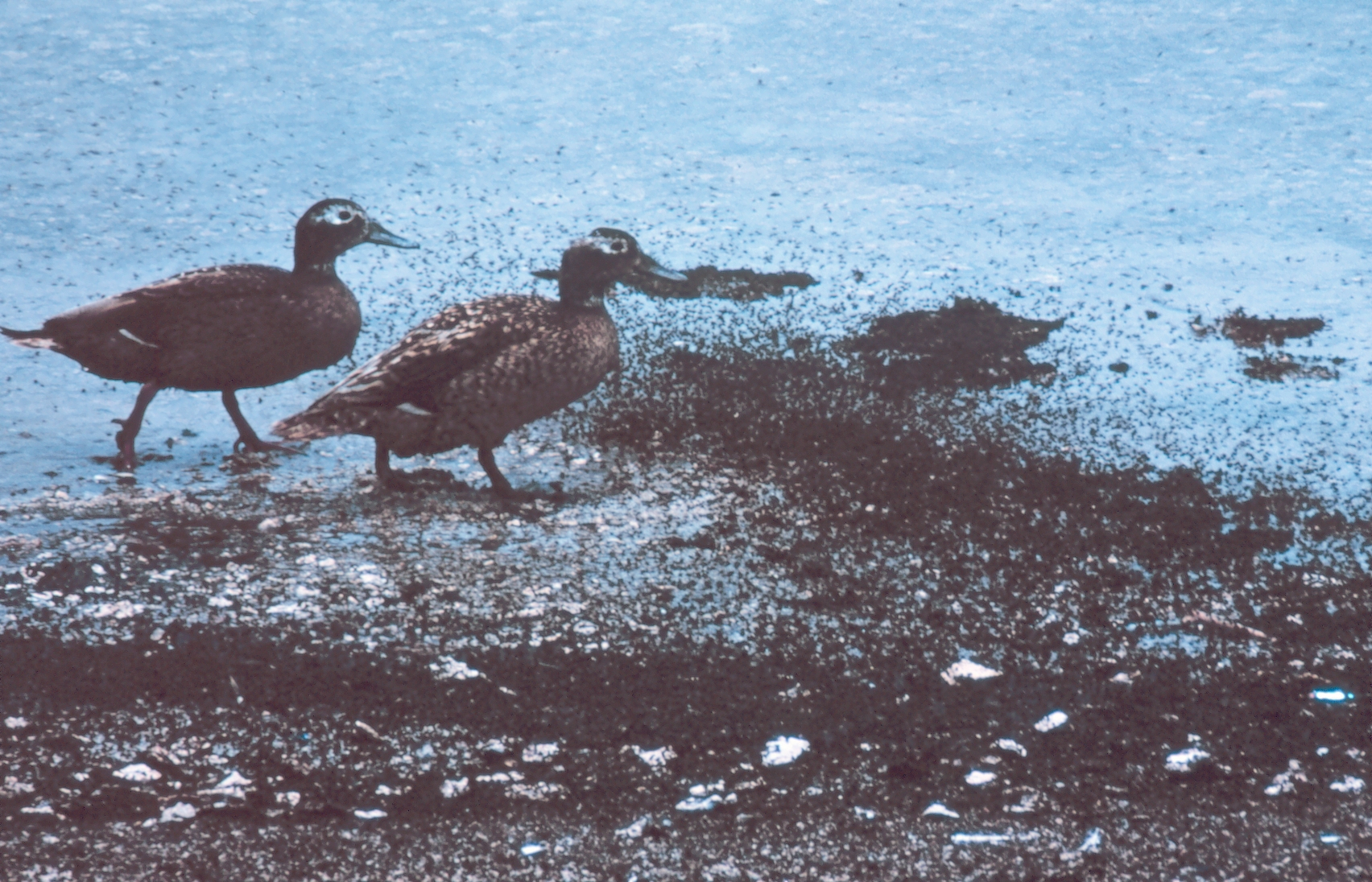
Krzyżówki białookie polujące na muchówki

Krzyżówka białooka jest w przeważającej mierze owadożerna, choć jada także pokarm roślinny. Ważnym składnikiem jej diety są muchówki Scatella sexnotata, które kaczki chwytają na plaży nad jeziorem wewnątrz wyspy. Sposób polowania jest nietypowy: ptaki podchodzą wolno do miejsc gdzie siedzą owady, a następnie zrywają do biegu z wyciągniętą szyją i chwytają wzbijające się do lotu owady, kłapiąc dziobem trzymanym nisko przy ziemi. Poza tym żerują pływając w oczkach wodnych i na wybrzeżu, a także wśród roślin lądowych, gdzie najczęściej zjadają gąsienice i poczwarki ciem Agrotis dislocata. Chwytają też inne bezkręgowce (chrząszcze i wodne skorupiaki Artemia franciscana), jedzą glony, liście i nasiona.
Ptaki pozyskują wodę słodką z wysięków otaczających słone jezioro. Zwykle odwiedzają je przed świtem lub po zmierzchu. Kaczki koncentrują się wokół nich, szczególnie w okresie opieki nad pisklętami, które gorzej tolerują wysokie zasolenie centralnego jeziora.

## Tryb życia i zachowanie
Krzyżówka białooka sprawnie chodzi i biega, jej obręcz biodrowa jest przystosowana do naziemnego trybu życia. W ciągu dnia, szczególnie w sezonie lęgowym, ptaki kryją się wśród traw i krzewów, gdzie znajdują schronienie przed ptakami drapieżnymi takimi jak fregata średnia. Najczęściej wychodzą w otwarty teren, nad lagunę i na tereny podmokłe, gdzie żerują, w okresie od zmierzchu do świtu, chociaż w kolejnych latach obserwuje się zmiany związane z dostępnością pożywienia. Przedstawiciele tego gatunku, w odróżnieniu od wielu innych gatunków ptaków zasiedlających wyspy, nie utraciły zdolności do lotu i korzystają z nich regularnie, gdy trzeba dostać się do odleglejszych rejonów wyspy. Obciążenie skrzydeł u tego gatunku (0,99 g/cm² u samców, 0,96 g/cm² u samic) jest mniejsze niż u innych, porównywalnych pod względem wielkości ciała, kaczek nurkujących.
Nie są terytorialne, ale zwykle wykazują przywiązanie do miejsca i ich areał osobniczy zajmuje obszar średnio 9,78 ± 2,60 hektara. Głos krzyżówki białookiej jest podobny do głosu krzyżówki, ale rzadko słyszany poza porą lęgów. Samce odzywają się niskim, miękkim, chrapliwym „kłek”, natomiast samice kwaczącym dźwiękiem. Kaczki te nie kwaczą stale, jak kontynentalne krzyżówki, które w ten sposób mogą deklarować własność terytorium. Podobnie jak wiele innych gatunków wyspiarskich, kaczki te są ufne i ciekawskie, można nawet skłonić je do podejścia do człowieka. Mają niewielki dystans ucieczki, rzadko odlatują, w obliczu zagrożenia często zastygają w bezruchu.
Dzikie krzyżówki białookie żyją do dwunastu lat, w niewoli do osiemnastu.

## Rozród
Ptaki łączą się w pary na jesieni, po okresie pierzenia, budowę gniazd zaczynają na wiosnę. Początek i długość sezonu lęgowego są skorelowane ze szczytem liczebności muchówek, którymi żywią się te ptaki. Udokumentowana została długoterminowa monogamia; w przypadku, gdy z jakichś powodów doszło do utraty lęgu, samica ponownie przystępowała do rozrodu z tym samym samcem. Jednocześnie nierzadko obserwowano kopulacje z innymi partnerami. Zaobserwowano samce, które walczyły o partnerkę ciągnąc się za pióra na piersi. W latach 80. proporcja samic do samców w populacji wynosiła 1:1,25. Samce, które nie znalazły partnerki, molestowały samice, co w niektórych przypadkach prowadziło nawet do śmierci samicy.
Samica buduje gniazdo na ziemi, ukryte w gęstej roślinności, szczególnie wśród miłki Eragrostis variabilis. Gniazdo ma kształt płytkiej misy otoczonej suchą trawą i zrzuconymi piórami. Krzyżówki białookie składają jaja typowo od kwietnia do sierpnia. Na wyspie Laysan w lęgu znajduje się średnio 3,3 jaja, u ptaków reintrodukowanych na Midway lęgi są większe (7 jaj), przypuszczalnie w związku z większą dostępnością pożywienia; samica składa je w jednodniowych odstępach. Jaja są barwy kości słoniowej do płowożółtych, mają rozmiar 37,3–39,3 mm i masę 34,5–56 g. Samce nie biorą udziału w wysiadywaniu i wyprowadzaniu potomstwa. Inkubacja jaj trwa 26–28 dni, typowo mniej niż połowa lęgów się udaje (jedną z przyczyn jest zjadanie jaj przez hawajkę grubodziobą). Będąc zagniazdownikami, kaczęta opuszczają gniazdo w dniu wyklucia, ale podążają za matką na żerowiska przez co najmniej 4 dni. Częste jest mieszanie się kacząt z różnych wylęgów, a także dzielenie obowiązkami przez 2–4 kaczki; nie ma pewności, czy jest to strategia rozrodcza na której zyskują spokrewnione ptaki, czy też raczej ograniczone terytorium sprawia, że częstsze jest przypadkowe mieszanie piskląt. Okres pierzenia piskląt trwa 46–52 dni.

## Status, zagrożenie i ochrona

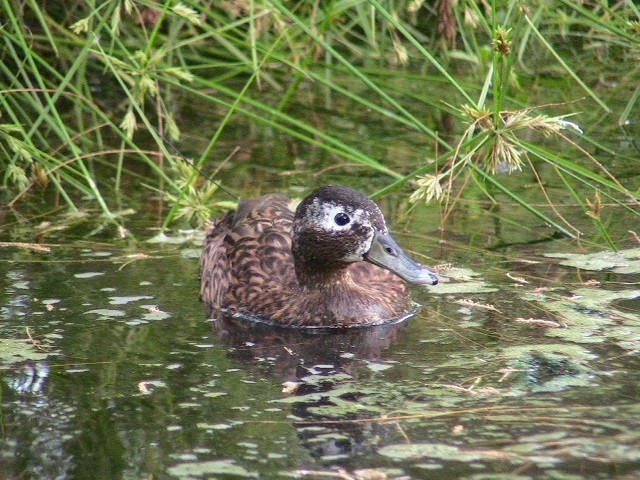
Kaczor krzyżówki białookiej

IUCN od 2004 roku uznaje krzyżówkę białooką za gatunek krytycznie zagrożony (CR, Critically Endangered). Wcześniej, od 1994 roku, klasyfikowano ją jako gatunek narażony (VU, Vulnerable).

### Spadek liczebności
Spadek liczebności krzyżówki białookiej rozpoczął się pomiędzy 400 a 600 r. naszej ery, wraz z zasiedleniem Wysp Hawajskich przez Polinezyjczyków i zawleczeniem na wyspy drapieżnych ssaków. Ptaki zniknęły z głównych wysp archipelagu; jeszcze w 1828 roku ostatnie kaczki były widziane na małej Wyspie Lisianskiego w łańcuchu Północno-Zachodnich Wysp Hawajskich. W latach 40. XIX wieku u wybrzeży wyspy rozbiły się dwa statki, z których na wyspę przedostali się rozbitkowie, a wraz z nimi myszy domowe. Ocaleni rozbitkowie opowiadali o licznych dzikich kaczkach, które nie bały się ludzi. Następna wyprawa naukowa, w 1891 roku, nie znalazła już kaczek na tej wyspie. Gatunek przetrwał wyłącznie na innym odosobnionym atolu tego archipelagu, Laysan.
Najprawdopodobniej ptaki zniknęły z innych wysp w związku z drapieżnictwem ze strony szczurów polinezyjskich, a także polowaniami i utratą środowiska. Jak wiele wyspiarskich endemitów, krzyżówka białooka wyewoluowała w środowisku, w którym zagrożenie stanowiły drapieżniki latające i nie potrafiła bronić się przed naziemnymi drapieżnikami, takimi jak człowiek, szczur, pies, dzika świnia i mangusta mała. Przestraszone kaczki częściej zastygają w bezruchu, niż uciekają przed zagrożeniem, co jest strategią skuteczną w obronie przed rodzimymi hawajskimi ptakami drapieżnymi.
Krzyżówki białookie przetrwały dziewiętnasty wiek na wolnej od szczurów wyspie Laysan, zajmując najmniejsze terytorium spośród wszystkich gatunków kaczkowatych na świecie (411 hektarów). W latach 90. XIX wieku na wyspę przybyli ludzie, aby eksploatować guano. Na kaczki polowano dla mięsa i sportu. Sprowadzone na wyspę króliki domowe zniszczyły naturalną szatę roślinną. Wyspa znalazła się pod ochroną prawa federalnego w 1909 roku, wraz z ustanowieniem rezerwatu przyrody na Północno-Zachodnich Wyspach Hawajskich (Hawaiian Islands National Wildlife Refuge). Pomimo tej deklaracji w tym samym roku na wyspie wylądowali japońscy kłusownicy, którzy zabili dla piór około 200 000 ptaków morskich (głównie albatrosów ciemnolicych) i przetrzebili krzyżówki białookie dla ich mięsa. Ogółem przybycie ludzi na Laysan doprowadziło do wyginięcia trzy ptasie endemity: wymarła karliczka hawajska (Zapornia palmeri; gatunek chruściela), hawajka szkarłatna (Himatione fraithii) i lokalny podgatunek trzciniaka cienkodziobego (Acrocephalus familiaris familiaris). Krzyżówki białookie znalazły się na skraju wyginięcia: w 1911 roku żyło tylko siedem dorosłych ptaków i pięć piskląt.

### Odbudowa populacji
Wskutek tego, że wiele królików w późniejszych latach zginęło z głodu, a pozostałe zostały wytrzebione przez biologów w 1923 roku, populacja kaczek zaczęła się odradzać, osiągając liczebność około 500 osobników w latach 50. XX wieku. W latach 1957–1958 pierwsze kaczki zostały odłowione i przewiezione do zoo w Honolulu, a stamtąd do innych ogrodów zoologicznych. W 1966 roku Kongres Stanów Zjednoczonych uchwalił ustawę o ochronie gatunków zagrożonych (Endangered Species Preservation Act) i w 1967 krzyżówka białooka została objęta prawną ochroną. W 1967 roku podjęto próbę introdukcji kaczek na Atol Pearl i Hermes, jednak zakończyła się ona niepowodzeniem: ptaki zginęły, nie wyprowadziwszy lęgu. Atol ma małą powierzchnię lądową, brakuje na nim zbiorników słodkiej wody i współcześnie nie jest uznawany za obiecujące miejsce introdukcji.
W wyniku katastrof naturalnych gatunek ten dotknął efekt wąskiego gardła, w szczególności w 1993 na skutek nasilonego zjawiska El Niño wystąpiła susza i niedobór żywności, w wyniku czego liczebność populacji spadła do około 100 osobników. Obecnie rozród i przetrwanie tych ptaków są monitorowane, ptaki są także rozmnażane w ogrodach zoologicznych. Od 1998 roku część kaczek nosi specjalne obrączki ornitologiczne lub nadajniki radiowe, pozwalające na śledzenie ptaków i ich sukcesu lęgowego. Badania te wykazały, że na Laysan zaledwie 30% kacząt dożywa wieku, w którym stają się zdolne do lotu. Przyczyną śmierci, oprócz chorób, często są urazy doznane od ptaków morskich i obcych dorosłych kaczek, czego przyczyną są zapewne ograniczone terytorium i dostępność pokarmu.
W 2004 i 2005 roku w wyniku wspólnej akcji United States Geological Survey i United States Fish and Wildlife Service 42 krzyżówki białookie zostały przeniesione na atol Midway, aby odtworzyć drugą dziką populację tego gatunku. Jako że prawdopodobieństwo równoczesnego wystąpienia katastrofy naturalnej na obu atolach jest niewielkie, druga populacja zmniejsza ryzyko wyginięcia kaczek na skutek suszy, huraganu, tsunami, chorób takich jak ptasia grypa i przypadkowego pojawienia się w ekosystemie obcych roślin lub zwierząt. W ciągu pierwszych dwóch lat populacja na Midway ponad dwukrotnie zwiększyła liczebność. W styczniu 2007 roku już sto krzyżówek białookich zamieszkiwało wyspy atolu. Badacze kontrolujący rozwój populacji stwierdzili, że kaczki na Midway parzą się w młodszym wieku i składają więcej jaj niż ptaki pozostałe na Laysan. Te obserwacje wskazują, że dostępność pokarmu i miejsca na Midway sprzyja rozmnażaniu się kaczek, co napawa optymizmem co do przyszłości tej populacji. Do 2011 roku liczba kaczek na Laysan i Midway zbliżała się do tysiąca osobników, jednak uderzenie fali tsunami wywołanej przez wyjątkowo silne trzęsienie ziemi u wybrzeży Honsiu spowodowało około czterdziestoprocentowy spadek liczebności, szczególnie silnie dotykając populację na Laysan (50% strat). Ptaki dotknęła także epidemia zatrucia jadem kiełbasianym (botulizmu), która w sierpniu 2008 zabiła ponad 160 kaczek na Midway. Wybuchy epidemii na mniejszą skalę powtarzały się też w następnych latach.
W 2014 roku trzecia populacja została wprowadzona na atol Kure, gdzie wytępiono szczury i od 2007 roku przywracano pierwotny stan środowiska naturalnego. Z Midway sprowadzono 28 zdrowych krzyżówek białookich. Ptaki przetrwały zimę i w maju 2015 roku pracownicy hawajskiego Departamentu Ziemi i Zasobów Naturalnych naliczyli 19 piskląt.
Planowana jest reintrodukcja ptaków na Wyspę Lisianskiego, z której zniknęły w XIX wieku, jednak wcześniej konieczne jest odtworzenie słodkowodnych mokradeł, które zanikły po zniszczeniu pierwotnej szaty roślinnej wyspy. Możliwa jest także introdukcja na wyspę Nihoa.

### Interakcje międzygatunkowe
Na Laysan nie ma naziemnych drapieżników, które zagrażałyby krzyżówkom białookim. Z rzadka na Laysan zalatują obce ptaki drapieżne, ale ich wpływ na populację krzyżówki białookiej jest zaniedbywalny. Ptaki które wypłyną na ocean, mogą zostać pożarte przez rekiny. Przeżywalność jest wysoka w przypadku dorosłych kaczek, za to niska u młodych. Obserwowano agresywne zachowania wobec piskląt ze strony fregaty średniej (Fregata minor), a także albatrosa ciemnolicego (Diomedea immutabilis). Nie zaobserwowano polowania zakończonego sukcesem, jednak na podstawie obrażeń u niektórych martwych piskląt (takich jak zmiażdżona czaszka) podejrzewa się, że przyczyną śmierci był atak dużego ptaka morskiego. Na jajach krzyżówek białookich żeruje hawajka grubodzioba (Telespiza cantans), aczkolwiek liczbę obserwowanych przypadków może zwiększać wpływ człowieka, który płoszy wysiadujące samice. Podczas suszy w 1993 roku ptaki zaatakował pasożytniczy nicień Echinuria uncinata, przyczyniając się do śmierci wielu osobników; pasożyt ten powoduje uszkodzenia żołądka gruczołowego ptaka.

### Przyszłość gatunku

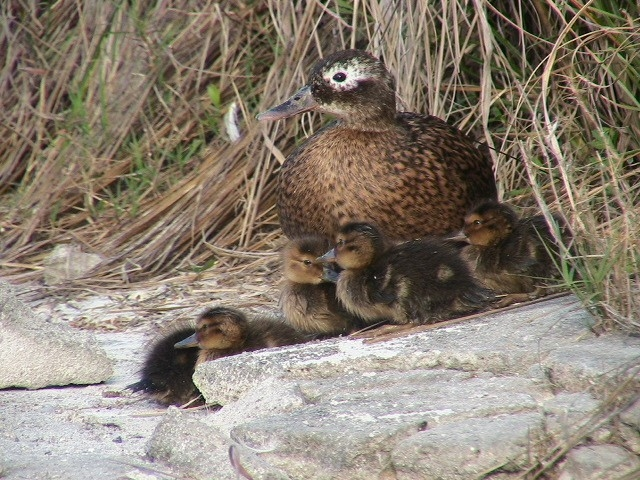
Kaczka z kaczętami

Szanse na przetrwanie krzyżówki białookiej wzrosły znacznie dzięki aktywnej ochronie. Mimo tego gatunkowi wciąż zagraża wprowadzenie obcych gatunków na zamieszkiwane wyspy, co może wpłynąć na przeżywalność lub sukces lęgowy, zmienić szatę roślinną i wpłynąć na dostępność pokarmu. Straty bazy pokarmowej mogą być przyspieszone przez zamulanie jezior i źródeł, gdzie ptaki żerują. Obecność człowieka może negatywnie wpływać na ptaki gniazdujące i wyprowadzające pisklęta, dlatego zezwolenia na lądowanie na Laysan są wydawane tylko naukowcom i administracji. Prądy morskie mogą przynosić odpadki i chemikalia, i w przeszłości plaże Laysan były skażone przez pestycydy i ropę naftową wypływającą ze statków. Północno-Zachodnie Wyspy Hawajskie są niskie, a przez to bardzo narażone na wzrost poziomu morza i gwałtowne zjawiska pogodowe związane z ociepleniem klimatu. Groźne mogą być także pasożyty i choroby takie jak botulizm, ptasia grypa, ptasia malaria, cholera i pomór kaczek; część z nich może zostać przyniesiona na wyspy przez migrujące ptactwo wodne. Katastrofy naturalne takie jak susze, silne sztormy i tsunami mogą zdziesiątkować populacje. Ze względu na nawroty epidemii zatrucia jadem kiełbasianym, rozważane są szczepienia kaczek na Midway.
U.S. Fish and Wildlife Service opracowała plan ochrony i odrodzenia krzyżówki białookiej. Jego celem jest w najbliższej przyszłości obniżenie statusu zagrożenia gatunku, a docelowo doprowadzenie do sytuacji, w której nie będzie już potrzebował ochrony przez akty prawne takie jak Endangered Species Act. Najważniejszym środkiem do osiągnięcia tego celu jest odtworzenie populacji na wyspach, na których kaczki te występowały w czasach historycznych i prehistorycznych. Istnienie wielu populacji znacznie zmniejszy zagrożenie dla gatunku jako całości, a zwiększenie liczebności pomoże zmniejszyć wpływ czynników środowiskowych. Planowane jest ustanowienie co najmniej pięciu populacji na Północno-Zachodnich Wyspach Hawajskich, wolnych od lądowych drapieżników i na głównych wyspach Hawajów, gdzie drapieżniki występują. W ramach planu przeniesione mają być ptaki dzikie i rozmnażane w niewoli. Plan zakłada także osiągnięcie przepływu genów pomiędzy populacjami, poprzez przenoszenie kaczek pomiędzy wyspami w długich odstępach czasu, oraz wzywa do opracowania osobnych planów ochrony ptaków i ich środowiska na różnych wyspach. Planowano, że jeżeli uda się osiągnąć zamierzony cel, około 2019 roku kategoria zagrożenia krzyżówki białookiej (według Endangered Species Act) może zostać obniżona z „zagrożonej wyginięciem” (endangered) na „narażoną” (threatened).